# Juan de la Loma
Juan Gambero Martín (n. Mijas; 8 de julio de 1913 - f. Fuengirola; 13 de septiembre de 1983), conocido en el mundo del flamenco por el nombre artístico de Juan de la Loma, fue un cantaor español de Andalucía.

## Biografía
Nació en el Cortijo Trapiche de la pedanía mijeña de Entrerríos. Después de vivir en las Lomas de Mijas, su familia se traslada a Fuengirola donde recalaría definitivamente. Y es allí donde "Martinillo" , como se le conocía y era llamado cariñosamente, empieza a hacer sus primeros pinitos como cantaor.
Desde los ocho años hasta días antes de su muerte estuvo Juan cantando a todo el que lo quería escuchar: era tal su afición. Y a los ocho años ya cantaba en reuniones, a los nueve conoció a Manuel Vallejo que de gira por Andalucía recaló en Málaga y tras escucharlo cantar quiso llevárselo con él, pero la familia se opuso debido a su corta edad.
1927 fue el año de su debut en el Café de Chinitas de Málaga, junto a  El Cojo de Málaga, El Niño de Utrera, "El Niño de la Calzá" y los guitarristas Manuel Cañestro y Carlitos Sánchez. 
Allí permaneció algún tiempo ganando 15 pesetas diarias, desde donde pasó al Café Olimpia de Sevilla, incorporándose posteriormente en la compañía encabezada por Manuel Vallejo y el Niño de la Huerta, cobrando ya 35 pesetas, y con la que recorrió toda Andalucía y el norte de España.
En Madrid actuaría por vez primera en 1934 –tenía 21 años- en el transcurso de un certamen flamenco celebrado en un teatro que cuando entonces existía en el barrio de Salamanca: consiguió uno de los primeros premios y con el dinero montó compañía propia, con la que recorrió teatros y plazas de toros, pero que tuvo que disolver al comenzar la guerra civil española.
A lo largo de su intensa vida artística, Juan de la Loma, alternó con las figuras más importantes del cante flamenco: Manuel Vallejo, Manuel Escacena, José Cepero, la Niña de los Peines, Pepe Pinto, Manuel Vega "El Carbonerillo", El Pena, Fosforito, Antonio Mairena, José Menese...
Asiduo de los concursos de cante flamenco, tenía en su poder primeros premios obtenidos en los de Málaga, Linares, La Unión, Córdoba, Granada, Fuengirola, etcétera. Obteniendo el último poco antes de su muerte, precisamente el primer Premio de Cartageneras en el Festival Nacional del Cante de las Minas de La Unión, donde ya tenía él otros premios de malagueñas, mineras y tarantas.
En sus grabaciones discográficas, junto a los guitarristas Lele de Osuna, Paco de Algeciras –el actual Paco de Lucía- Pepe de Badajoz, Antonio Piñana, Antonio de Almería, Antonio Martín Perea, Tomás de Utrera y Melchor de Marchena dejó grabado un amplio repertorio que recoge distintos estilos de cantes mineros, milongas, peteneras, soleá por bulerías, alegrías, fandangos, granaínas, cantes de El Piyayo, jaberas, rondeñas, cantes de Juan Breva, malagueñas, serranas, seguiriyas y saetas.